# L-Alfa Glicerilfosforilcolina
L-Alfa Glicerilfosforilcolina (Alfa GPC, alfoscerat de colina) és un compost químic natural de colina que es troba al cervell i la llet. També és un precursor parasimpatomimètic de l'acetilcolina el qual pot tenir un potencial en el tractament de la malaltia d'Alzheimer i es fa servir com supement dietètic nootròpic per incrementar la memòria i la cognició.
L'alfa GPC ràpidament allibera colina al cervell i és un precursor biosintètic del neurotransmissor acetilcolina. L'alfa GPC deriva de la lecitina de la soia altament purificada.
Les dosis que s'administren comunament són de 300-1,200 mg diaris.